# Чайво (нафтогазоконденсатне родовище)
Родовище Чайво — нафтогазоконденсатне родовище на шельфі острова Сахалін (Росія). Належить до Сахалінської нафтогазоносної області Охотоморської нафтогазоносної провінції.
Родовище відкрили бурінням в 1979 році, невдовзі після першого виявленого на шельфі острова родовища Одопту. Чайво розташоване у 12 км від берега та у 120 км на південний схід від міста Оха. Всього тут виявлено 18 покладів вуглеводнів у відкладеннях нижнього міоцену. Колектори — пісковики. За типом поклади належать до пластових склепінних.  
Запаси родовища за російською класифікаційною системою по категоріях АВС1+С2 складають 322 млрд м³ газу, 23 млн.т конденсату та 109 млн.т нафти.
У зв'язку з відсутністю досвіду виготовлення та експлуатації морських льодостійких платформ, російською владою було прийняте рішення провадити розробку шельфових родовищ Сахаліну через механізм угод про розподіл продукції з провідними міжнародними нафтогазовими компаніями. Зокрема, родовище Чайво разом з Одопту-море та Аркутун-Дагі потрапило до проєкту Сахалін-1, угоду відносно якого уклали в 1996 році. Після проведення дорозвідки в 2005 році розпочався видобуток нафти на Чайво.
Враховуючи розташування родовища, застосували одразу два способи облаштування. Так, частина свердловин споруджується з прибережного майданчика у вигляді похило-спрямованих з великим відхиленням від вертикалі. При їх бурінні послідовно було досягнуто ряд рекордних показників, останні з яких нині[коли?] належать до свердловини Z-40 з глибиною по стовбуру 13000 метрів та відходом від вертикалі 12130 метрів. Наземне буріння здійснюється за допомогою спеціально спроєктованої для проєкту Сахалін-1 установки «Яструб». З 2009 по 2011 вона була переміщена для робіт на родовищі Одопту-море, проте у 2012 році повернулась на Чайво.
Також в південно-західній частині родовища встановлена морська платформа «Орлан», яка суміщує буровий та житловий модулі.  Її спорудили в 1984 році у Японії під назвою «Glomar Beaufor sea I». У 1980-1990-х роках з платформи у морі Бофорта поблизу узбережжя Аляски пробурили 6 розвідувальних свердловин. На Сахаліні станом на середину 2010-х років з платформи пробурено більше 20 експлуатаційних свердловин з середньою довжиною по стовбуру 5,5 км та максимальною 7,5 км.
Продукція родовища постачається на береговий комплекс підготовки, розрахований на 250 тисяч барелів та 22 млн м³ газу на добу. Після цього рідки вуглеводні транспортуються по нафтопроводу завдовжки 226 км через острів Сахалін та Татарську протоку до відвантажувального портового терміналу в бухті Де-Кастрі Хабаровського краю.
Газ частково закачується назад в резервуар для підтримки пластового тиску, а частково спрямовується у газопровід Сахалін-Хабаровськ-Владивосток. На першому етапі відбувається переважне вилучення нафти, проте в майбутньому заплановано другий етап орієнтований на розробку запасів газу.